# Macleania antioquiae
Macleania antioquiae är en ljungväxtart som beskrevs av Boris Fedtjenko och Basilevsk. Macleania antioquiae ingår i släktet Macleania och familjen ljungväxter. Inga underarter finns listade i Catalogue of Life.